# The Mercury (Australie)
Pour les articles homonymes, voir Mercury.
The Mercury puis Mercury (Le Mercure en français) est un quotidien publié à Hobart, en Tasmanie, en Australie par Davies Brothers Pty Ltd qui fait partie de News Limited filiale de News Corporation le groupe de presse de Rupert Murdoch. Les éditions du week-end du quotidien sont appelées Mercury on Saturday et Sunday Tasmanian.
En septembre 2007, le Mercury tirait du lundi au vendredi à 46 140 exemplaires pour environ 125 000 lecteurs, le samedi 61 023 exemplaires pour environ 147 000 lecteurs et le dimanche à 59 858 exemplaires pour environ 129 000 lecteurs.
Le journal a été lancé le 5 juillet 1854 par John Davies, puis publié deux fois par semaine sous le nom de Hobarton Mercury. Il se développa rapidement, absorbant ses rivaux et devint un quotidien en 1858 sous le long titre The Hobart Town Daily Mercury. En 1860, le titre été ramené à The Mercury, et en 2006, il a été réduit à simplement Mercury.
Après le départ de Davies à la retraite en 1871, l'entreprise a été exploitée par ses fils, John George Davies et Charles Ellis Davies qui  par la suite ont créé Davies Brothers Ltd. John Davies est décédé le 11 juin 1872, âgé de 58 ans. L'entreprise est restée dans les mains de la famille jusqu'en 1988, quand elle a été rachetée par News Corporation.